# Кеннеди, Роберт (хоккеист на траве)
Роберт Линдсей Кеннеди (англ. Robert Lindsay Kennedy; 31 июля 1880, Идендерри, Ленстер — 22 апреля 1963, Виннипег) — ирландский хоккеист на траве, нападающий. Серебряный призёр летних Олимпийских игр 1908 года.

## Биография
Роберт Кеннеди родился 31 июля 1880 года в британском городе Идендерри (сейчас в Ирландии).
Играл в хоккей на траве за «Бенбридж».
В 1908 году вошёл в состав сборной Ирландии по хоккею на траве на летних Олимпийских играх в Лондоне и завоевал серебряную медаль, которая пошла в зачёт Великобритании, в состав которой тогда входила Ирландия. Играл на позиции нападающего, провёл 2 матча, мячей не забивал.
Умер 22 апреля 1963 года в канадском городе Виннипег.